# Alabasztron

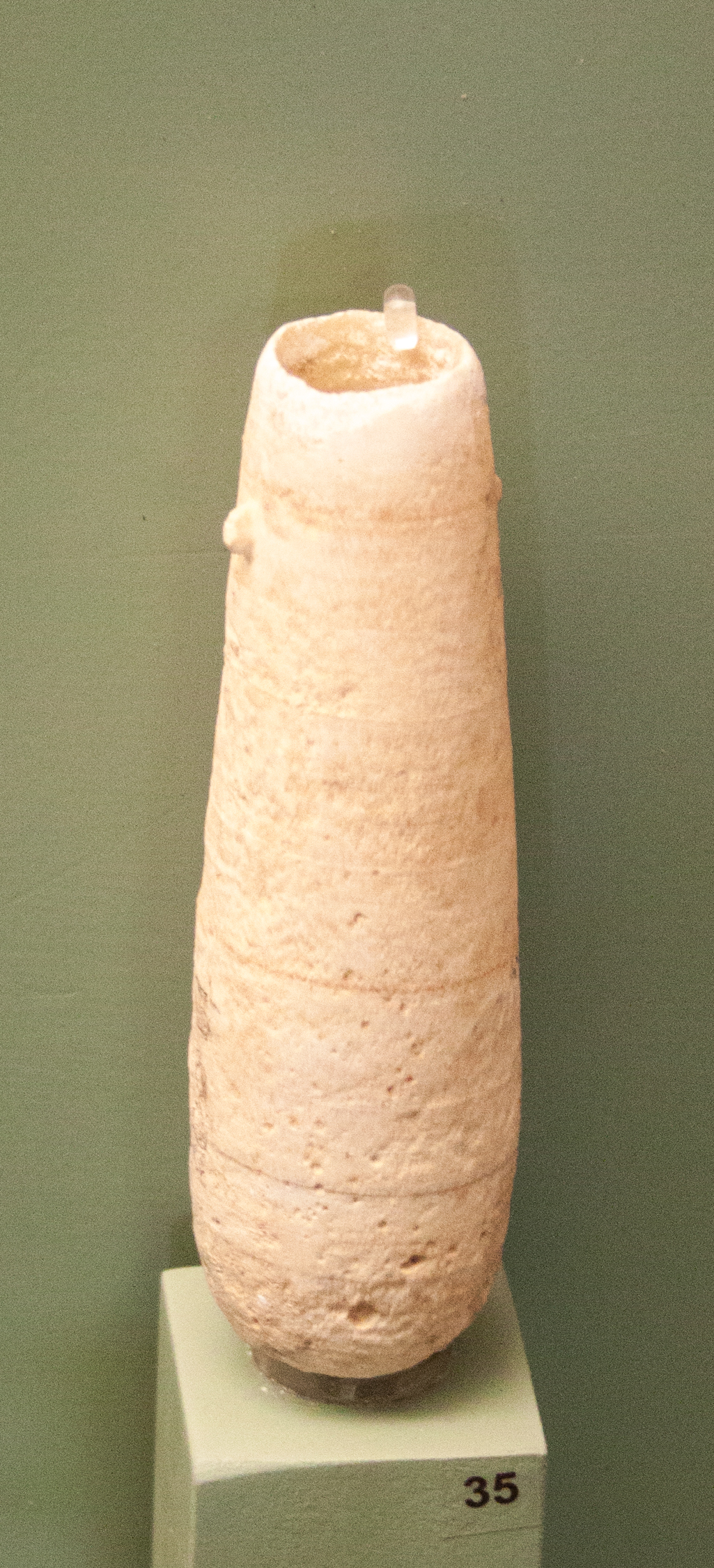
Alabasztron a Rodoszi Archeológiai Múzeumban

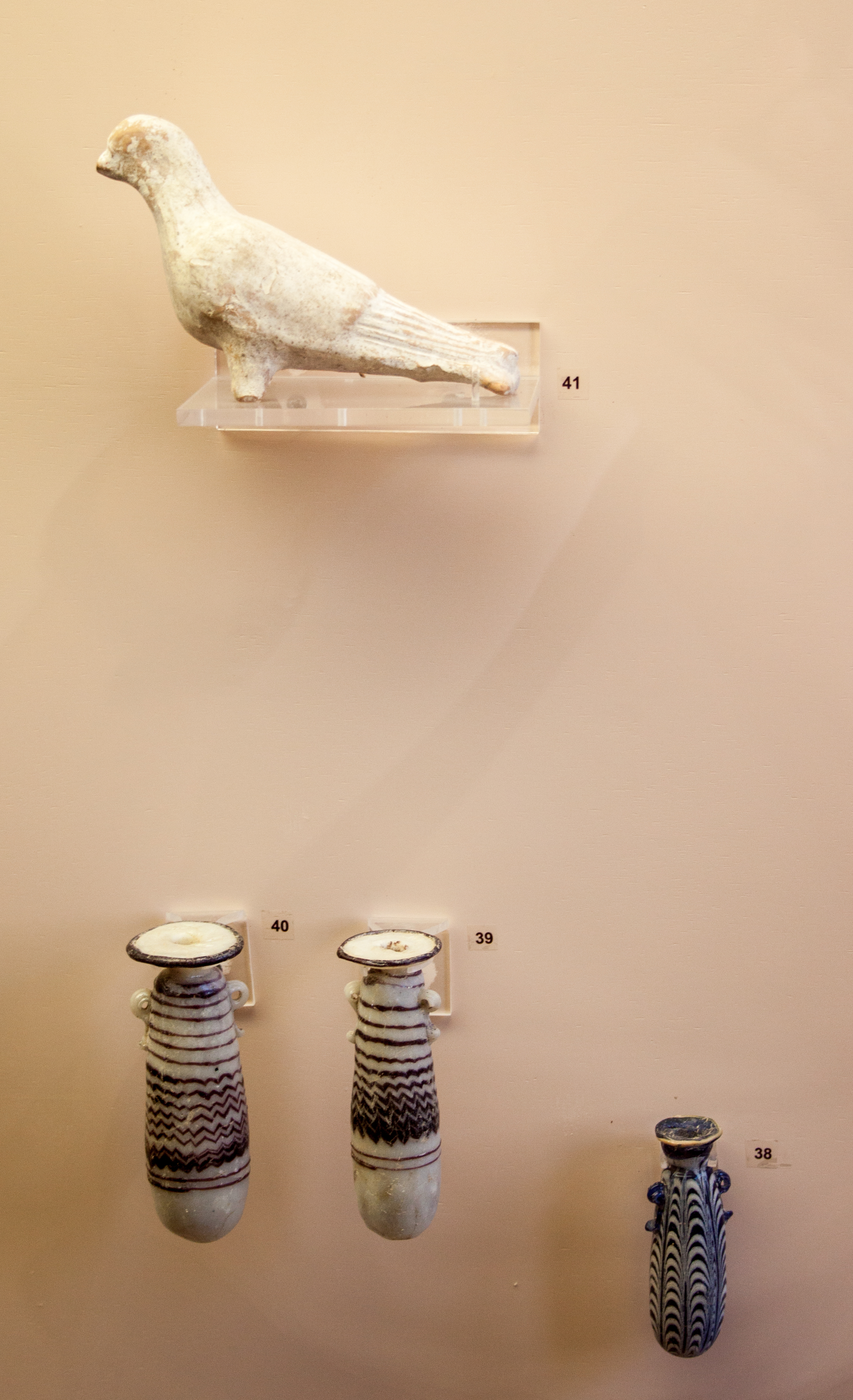
Alabasztronok (az alsó sorban) egy i. e. 5. századi rodoszi temetkezésből

Az alabasztron (görögül ἀλάβαστρον, többes számban alabasztra) kis, hosszúkás kerámia- vagy üvegedény, ami az antik világban illatszerek tartására szolgált. Az i. e. 11. századi Egyiptomból ered, ahol eleinte alabástromból faragták, innen kapta görög nevét. Az i. e. 7. századtól görög közvetítéssel terjedt el szerte az antik világban.
A legtöbb alabasztron mérete 5 és 20 centiméter között marad, alakjuk hengeres, általában vékony nyakkal és széles szájjal. Fogantyújuk, fülük csak ritkán van.